# Alfonso Carafa
Alfonso Carafa (Napoli, 16 luglio 1540 – Napoli, 29 agosto 1565) è stato un cardinale e arcivescovo cattolico italiano, pronipote di Gian Pietro Carafa, il quale fu papa dal 1555 al 1559 col nome di Paolo IV e non esitò a circondarsi di un gran numero di parenti ai quali affidò i posti più importanti e redditizi dello Stato della Chiesa.

## Biografia
Figlio di Antonio Carafa, che fu poi marchese di Montebello, all'età di 9 anni fu accolto a Roma dal prozio Gian Pietro, futuro papa Paolo IV, che gli diede come precettore l'umanista Giampaolo Flavio. Benvoluto dal prozio, quando costui salì sul trono pontificio Alfonso Carafa fu creato cardinale dell'Ordine dei diaconi (Concistoro del 15 marzo 1557); poche settimane dopo (9 aprile 1557) fu eletto amministratore dell'arcidiocesi di Napoli. Negli anni successivi ottenne numerose commende, alcuni titoli di governatore, e sostituì nelle funzioni il cardinale Carlo Carafa, suo zio, assente per una missione diplomatica. Il papa creò per lui il nuovo ufficio curiale: "reggente della Camera apostolica" (28 novembre 1558), provvisto di grandi rendite e poteri. La fiducia del papa nei suoi confronti non venne mai meno. Dalla morte del cardinale Roberto de' Nobili, avvenuta nel 1559, e fino alla nomina del cardinale Giovanni di Cosimo I de' Medici, effettuata da  Pio IV, è stato il porporato italiano più giovane.
La carriera di Alfonso Carafa si interruppe bruscamente con la morte di Paolo IV (18 agosto 1559). Il nuovo papa Pio IV aprì un'inchiesta sui parenti del predecessore e accusò fra l'altro Alfonso Carafa di furto di gioielli e danaro e possesso di libri proibiti. Il 7 giugno 1560 Alfonso fu pertanto arrestato e recluso in Castel Sant'Angelo. L'esecuzione capitale dei suoi parenti (5 marzo 1561) lo spinse a firmare una domanda di grazia allegando la rinunzia al titolo di "reggente" e la promessa di restituire 100.000 scudi che aveva rubato. Trovò tuttavia difficoltà a reperire il danaro che si era impegnato a versare nonostante avesse fittato o venduto tutti i benefici e le più ricche prebende in suo possesso.
Nell'estate del 1562 fu coinvolto in una congiura tesa a compiere un attentato al papa. Per sfuggire all'arresto si rifugiò dapprima a Sant'Angelo a Scala, in Campania, e chiese protezione a Filippo II di Spagna, sovrano del Vicereame di Napoli. Ottenuto asilo, si rifugiò a Napoli (25 ottobre 1562) dedicandosi da allora allo studio del diritto e alla cura della diocesi napoletana. Si dedicò all'applicazione dei decreti tridentini, in particolare all'esame del clero, alle visite pastorali e alla repressione delle eresie. Fu perfino accusato di eresia da tale Abbaticchio. Si preoccupò inoltre di ottenere l'ordinazione sacerdotale (16 aprile 1564) e la consacrazione episcopale (30 giugno 1565). La morte improvvisa in giovane età fece nascere le solite accuse di avvelenamento a papa Pio IV il quale, per fugarle, da allora manifestò a più riprese espressioni di lodi per il defunto Alfonso Carafa.

## Genealogia episcopale
La genealogia episcopale è:
- Vescovo Antonio Scarampi
- Cardinale Alfonso Carafa